# Lindackeria bukobensis
Lindackeria bukobensis är en tvåhjärtbladig växtart som beskrevs av Ernest Friedrich Gilg. Lindackeria bukobensis ingår i släktet Lindackeria och familjen Achariaceae. Inga underarter finns listade i Catalogue of Life.